# 哈利·克拉克
哈利·克拉克（英語：Harry Clarke；1889年3月17日—1931年）是愛爾蘭二十世紀花窗玻璃藝術家及插畫家。

## 生平
克拉克最初從事彩繪玻璃工作，後來才到倫敦尋求插畫的工作。他第一份插畫工作是替安徒生童話故事繪製插畫，之後分別為愛倫·坡及哥德等人的作品提供插畫。彩繪玻璃工作方面，他的其中一件作品「聖派翠克受洗」曾經在巴黎羅浮宮中展出。克拉克41歲時於瑞士死於肺結核。